# 58 Hydrae
58 Hydrae, som är stjärnans Flamsteed-beteckning, är en ensam stjärna belägen i den sydöstra delen av stjärnbilden Vattenormen och har även Bayer-beteckningen E Hydrae, samt tidigare varit betecknad 6 Librae. Den har en skenbar magnitud på 4,42 och är  synlig för blotta ögat där ljusföroreningar ej förekommer. Baserat på parallaxmätning inom Hipparcosuppdraget på ca 11,4 mas, beräknas den befinna sig på ett avstånd på ca 290 ljusår (ca 87 parsek) från solen. Den rör sig närmare solen med en heliocentrisk radialhastighet på ca -9 km/s.

## Egenskaper
58 Hydrae är en orange till gul jättestjärna av spektralklass K2.5 IIIb Fe-1:, som med 98 procent sannolikhet befinner sig på den röda jättegrenen. Suffixnoten anger ett underskott av järn i spektrumet och viss osäkerhet om klassificeringen. Den har en massa som är ca 90 procent av en solmassa, en radie som är ca 33 solradier och utsänder från dess fotosfär ca 310 gånger mera energi än solen vid en effektiv temperatur av ca 4 200 K.